# 康圭
康圭（1403年—？），字爾錫，江西吉安府泰和縣人，民籍。明朝政治人物。進士出身。

## 生平
正統十二年（1447年）丁卯科應天府鄉試第七名。正統十三年（1448年）戊辰科會試第一百四十六名，殿試登進士第二甲第十九名。正統十四年（1449年），擢刑部主事。

## 家族
曾祖父康文周。祖父康存誠。父亲康壽南。